# Пирс (модуль МКС)
Стыковочный отсек-модуль «Пирс» (СО1) (индекс: 240ГК, заводской № 1) — бывший модуль российского сегмента Международной космической станции, размещавшийся на надирном порту служебного модуля «Звезда». Служил дополнительным портом для причаливания пилотируемых и грузовых кораблей типа «Союз» и «Прогресс», а также шлюзом для выхода космонавтов и астронавтов в открытое космическое пространство из российского сегмента станции.
Запущен 15 сентября 2001 года, начал свою работу в июне 2002 года.
26 июля 2021 был отстыкован и сведён с орбиты перед  прибытием модуля «Наука», чтобы освободить место для него; это был первый в истории космонавтики свод с орбиты отдельного модуля станции.
«Пирс» должен был стать прототипом малого модуля из двух отсеков для выполнения работы в открытом космосе в рамках совместной программы «Роскосмос» и НАСА в области исследования и освоения дальнего космоса Deep Space Gateway — лунной орбитальной станции, однако в январе 2021 года «Роскосмос» заявил о выходе из проекта.

## История
Изготовление СО1 «Пирс» началось в РКК «Энергия» в 1998 году. В апреле 1999 года журналистам продемонстрировали готовый корпус лётного СО1.
В конце 2000 года сборка отсека была завершена.
В январе 2001 года в РКК «Энергия» начались заключительные испытания корабля-модуля «Прогресс М-СО1»; они завершились в конце июня 2001 года и 16 июля отсек, получивший к тому времени наименование «Пирс», был доставлен из РКК «Энергия» на космодром «Байконур».
На Байконуре СО1 «Пирс» поместили в монтажно-испытательный корпус (МИК) 254, где проходят предстартовую подготовку все модули и корабли для МКС. Там прошли заключительные операции с СО1. На нём установили все системы, агрегаты и блоки. 16 августа ГКМ был помещён в вакуумную камеру корпуса 254 для проверки на герметичность. Затем прошли комплексные электрические испытания. В их ходе было обнаружено 9 замечаний к элементам корабля и 31 к сборкам. Все они были закрыты. Единственным замечанием, которое высказало НАСА, был повышенный уровень шума внутри отсека: вместо положенных по требованию SSP 50094 60 дБ, уровень непрерывного акустического шума в модуле «Пирс» составлял около 70 дБ (хотя, кроме трёх вентиляторов, внутри отсека шуметь вроде бы нечему). Группа по акустике НАСА, тем не менее, решила, что условия по шуму приемлемые, однако экипажу разрешено непрерывно находиться в отсеке не более двух часов.
После заправки корабля-модуля компонентами топлива он был перевезён в МИК на второй площадке Байконура, где прошла стыковка «Прогресса М-СО1» с РН «Союз-У» № 677. Утром 13 сентября 2001 года РН «Союз-У» — «Прогресс М-СО1» вывезли на стартовый комплекс первой площадки и установили на пусковую установку.
В ходе предстартовой подготовки 14 сентября 2001 года была выявлена неисправность в системе управления РН «Союз-У». После замены неисправных приборов на стартовой площадке прошли повторные генеральные испытания носителя, подтвердившие, что аппаратура системы управления работает нормально.
26 июля 2021 года «Роскосмос» сообщил, что несгораемые элементы модуля были затоплены на «кладбище космических кораблей» в несудоходной части Тихого океана — в 3,6 тыс. км от города Веллингтона и 5,8 тыс. км от города Сантьяго.

### Подготовка к отстыковке

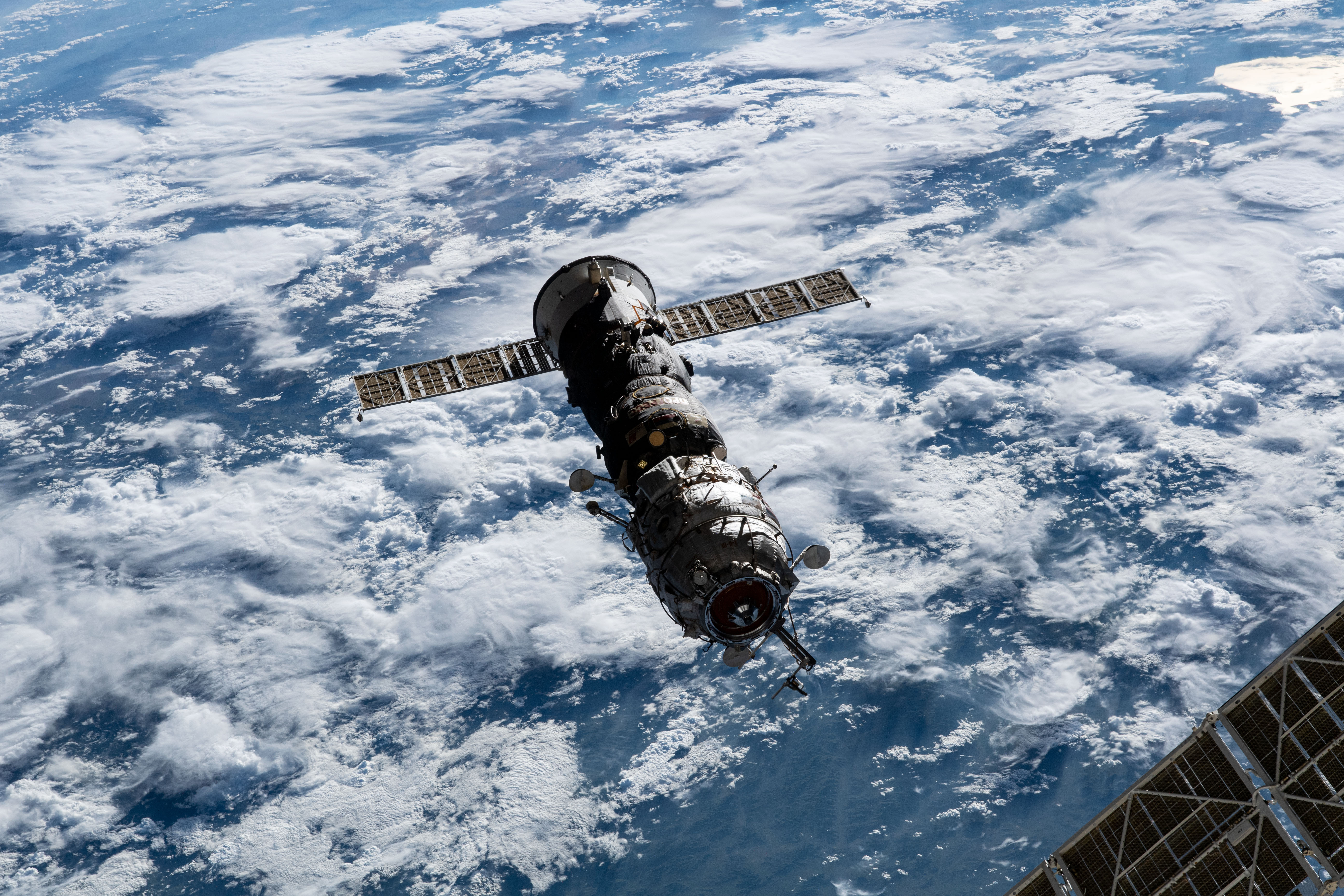
Модуль «Пирс», отсоединённый от МКС «Прогрессом МС-16»

- 16 февраля 2012 года, в рамках замены модуля «Пирс» на многофункциональный лабораторный модуль «Наука», с целью освободить от полезного оборудования модуль «Пирс», космонавты Олег Кононенко и Антон Шкаплеров провели выход в открытый космос. Бортинженеры выполнили перенос 15-метровой грузовой стрелы ГСтМ-1 со стыковочного отсека «Пирс» и установку её на малом исследовательском модуле «Поиск»[9]. Вся внекорабельная деятельность заняла 6 часов 15 минут[10][11].
- 20 августа 2012 года с «Пирса» на ФГБ «Заря» космонавты Геннадий Падалка и Юрий Маленченко также перенесли стрелу ГСтМ-2[12].
- 17 февраля 2021 года к модулю «Пирс» пристыковался грузовой корабль «Прогресс МС-16», который, в конце своей миссии (26 июля 2021 года[13]) отсоединил от станции стыковочный модуль «Пирс» и свёл его над Тихим океаном в плотные слои атмосферы, таким образом освободив место для нового модуля «Наука»[14].
- 2 июня 2021 года в ходе ВКД-48 космонавты Олег Новицкий и Петр Дубров выполнили все процедуры по подготовке модуля «Пирс» к отстыковке от Международной космической станции. Продолжительность ВКД составила 7 часов 19 минут.[15]

- Отстыковка прошла 26 июля 2021 года в 13:56 мск — грузовой корабль «Прогресс МС-16» отсоединил от модуля «Звезда» модуль «Пирс», чтобы затем свести его в атмосферу. Падение несгораемых элементов конструкции модуля и корабля в акватории Тихого океана произошло в 17:51 мск того же дня[1]. Первоначальная плановая дата отстыковки была — 17 июля[16], но в связи с переносом запуска модуля «Наука» отодвинута на 23 июля[17], позже была перенесена на 24 июля[18], затем — на 25 июля[19] и 26 июля 2021 года.

## Параметры
Основные технические характеристики:
| Параметр                                | Значение |
| --------------------------------------- | -------- |
| Масса при запуске, кг                   | 4353     |
| Масса на орбите, кг                     | 3580     |
| Резервная масса доставляемых грузов, кг | 800      |
| Высота орбиты при сборке, км            | 350-410  |
| Рабочая высота орбиты, км               | 410-460  |
| Длина (со стыковочным агрегатом), м     | 4,91     |
| Максимальный диаметр, м                 | 2,55     |
| Объём герметичного отсека, м3           | 13       |

Служебные системы модуля:
- система терморегулирования;
- система связи;
- система управления бортовым комплексом;
- пульты контроля и управления служебными системами СО;
- телевизионная и телеметрическая системы.

Целевые системы модуля:
- пульты управления шлюзованием;
- два блока сопряжения, обеспечивающих шлюзование двух членов экипажа;
- два люка для выхода в открытый космос диаметром 1000 мм;
- активный и пассивный стыковочный узлы.

## Фотогалерея

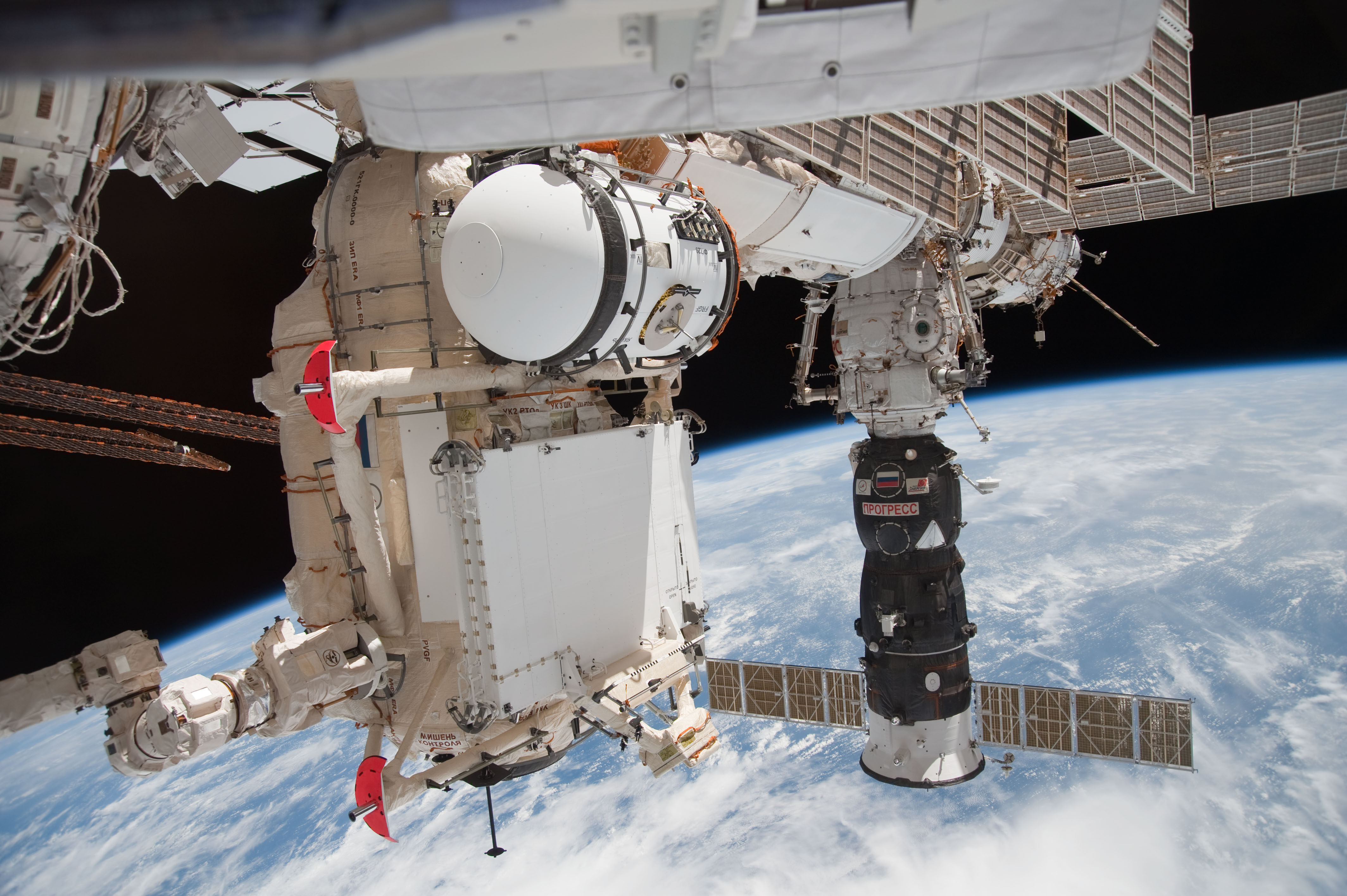
Грузовой корабль «Прогресс М-05М», пристыкованный к модулю «Пирс»
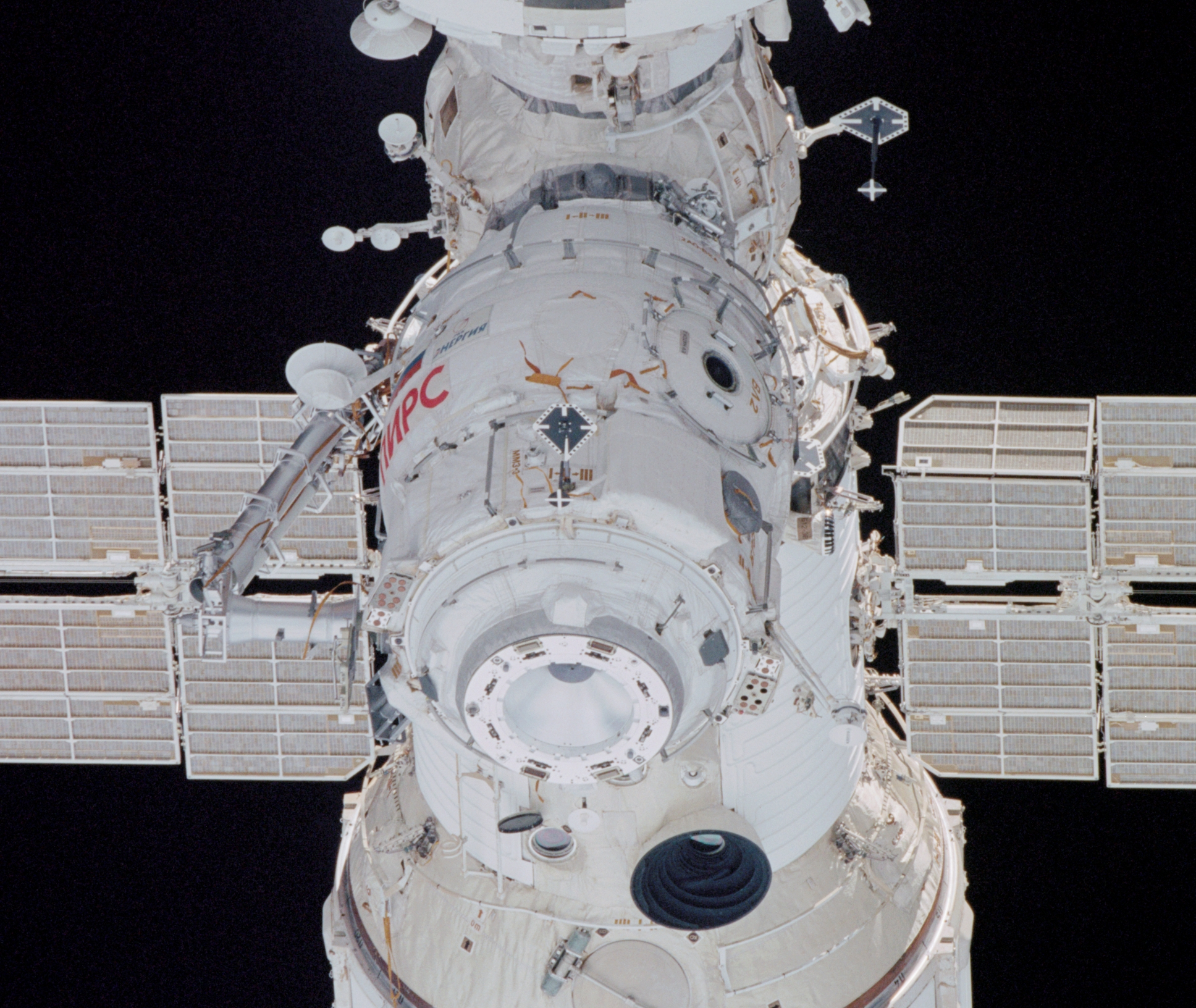
«Пирс» — вид снизу
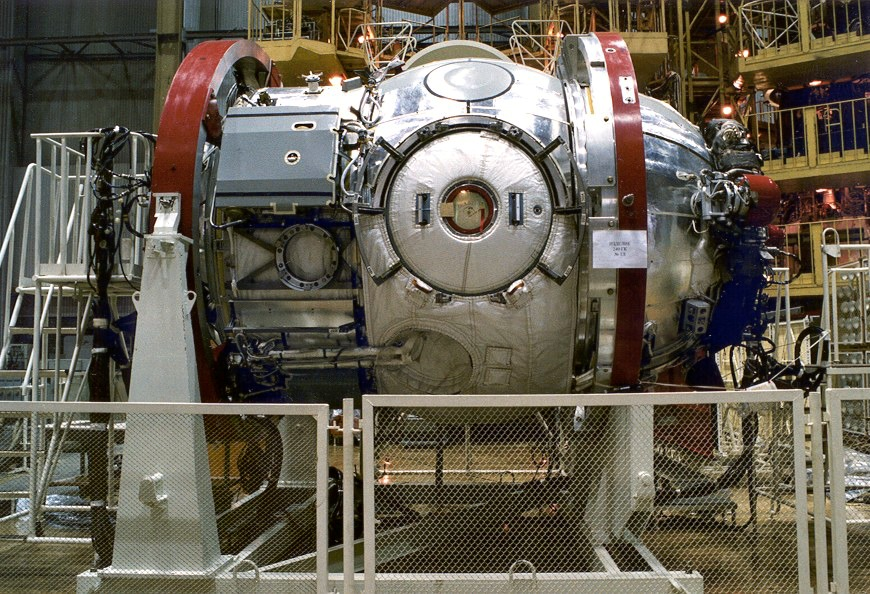
Модуль «Пирс» в РКК «Энергия»
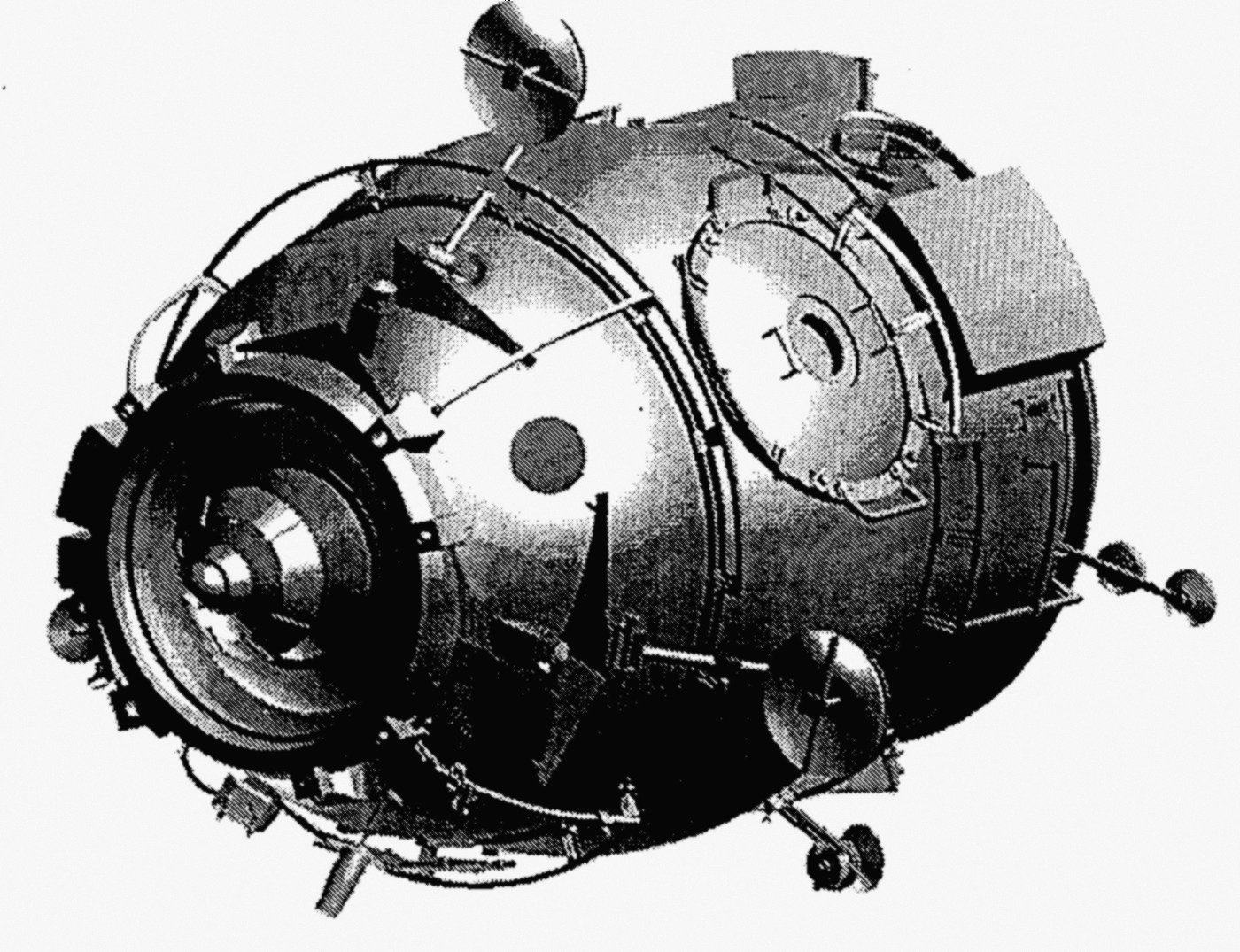
«Пирс» Ч/Б
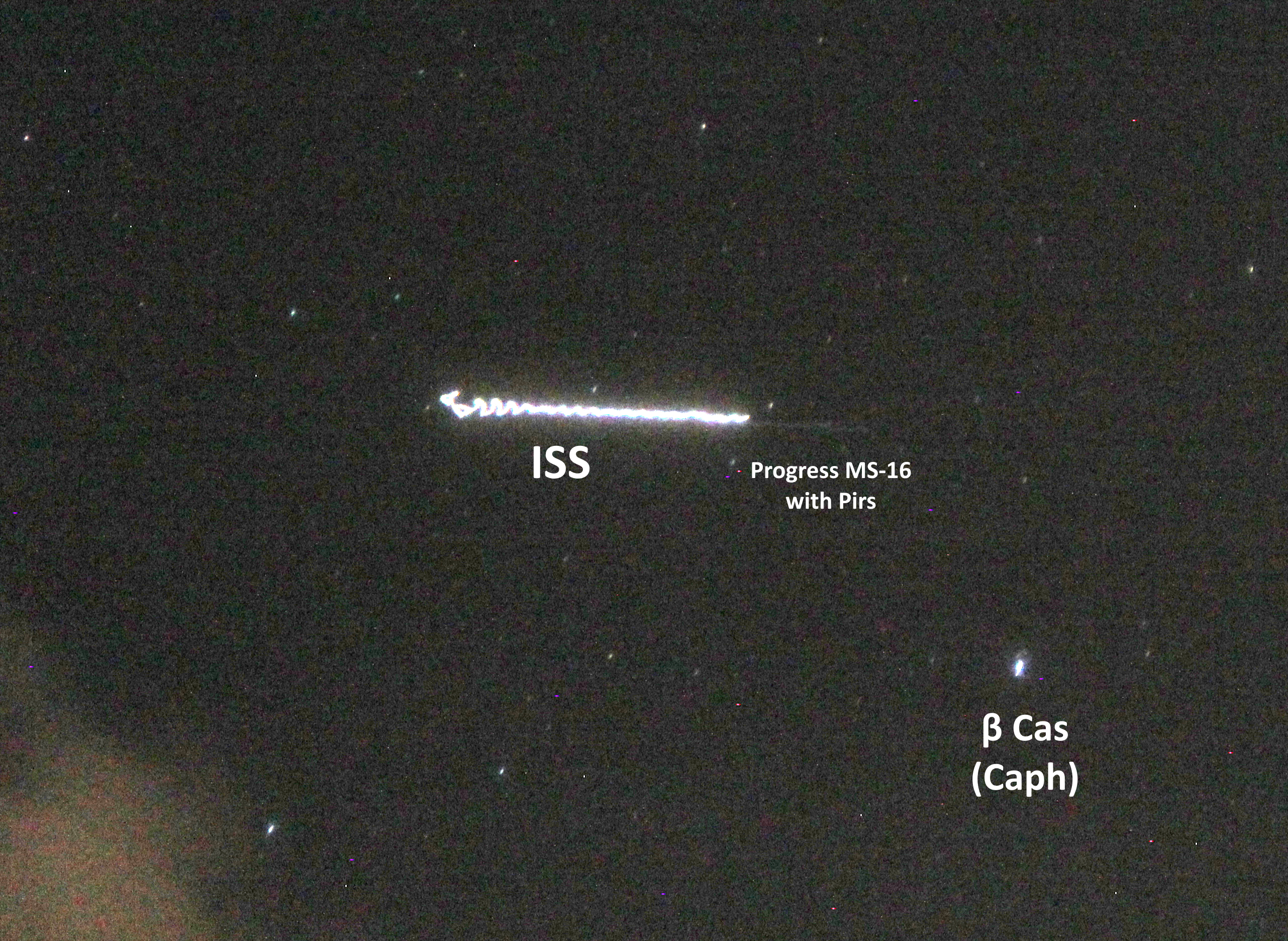
Треки пролётов МКС и космического корабля «Прогресс МС-16» с модулем «Пирс» 26.07.2021 — после отстыковки

## Сноски и источники
1. 1 2 3  Отстыковку модуля "Пирс" от МКС перенесли с 25 на 26 июля. РИА Новости (24 июля 2021). Дата обращения: 25 июля 2021. Архивировано 24 июля 2021 года.
2. ↑  Владимир Стрельников. Движущая сила «Энергии». РКК «Энергия» (17 апреля 2005). Дата обращения: 26 февраля 2008. Архивировано 10 октября 2006 года.
3. ↑  Модуль "Пирс" затопили в Тихом океане. РИА Новости (26 июля 2021). Дата обращения: 26 июля 2021. Архивировано 26 июля 2021 года.
4. ↑  Дмитрий Струговец. Шлюз для лунной станции доверят «Роскосмосу». «Известия» (18 октября 2017). Дата обращения: 23 декабря 2017. Архивировано 30 декабря 2017 года.
5. ↑  «Роскосмос» и НАСА договорились о создании окололунной станции. «Интерфакс» (27 сентября 2017). Дата обращения: 22 марта 2019. Архивировано 22 марта 2019 года.
6. ↑  "Роскосмос" подтвердил выход из лунного проекта Gateway. Interfax.ru (21 января 2021). Дата обращения: 23 июля 2021. Архивировано 8 августа 2021 года.
7. ↑  В полёте – новый российский элемент МКС. «Новости космонавтики» (30 сентября 2001). Архивировано из оригинала 15 февраля 2004 года.
8. ↑  Российский космический модуль «Пирс» затоплен в Тихом океане. Коммерсантъ (26 июля 2021). Дата обращения: 26 июля 2021. Архивировано 26 июля 2021 года.
9. ↑  Центр Хруничева закончил сборку нового модуля «Наука» для МКС. «РИА Новости» (7 декабря 2012). Дата обращения: 22 марта 2019. Архивировано 22 марта 2019 года.
10. ↑  Выходной люк стыковочного отсека «Пирс» закрыт – выход в открытый космос успешно завершён. Федеральное космическое агентство (17 февраля 2012). Архивировано из оригинала 20 февраля 2012 года.
11. ↑  Бортинженеры экипажа МКС-30 начали первый в этом году выход в открытый космос. ТАСС (16 февраля 2012). Дата обращения: 22 марта 2019. Архивировано 22 марта 2019 года.
12. ↑  Хронология выходов в открытый космос, 2012 год (недоступная ссылка) // РКК «Энергия»
13. ↑  Роскосмос. Запуск модуля «Наука» запланирован на 21 июля - Новости - Госкорпорация «Роскосмос». Дата обращения: 8 июля 2021. Архивировано 8 июля 2021 года.
14. ↑  Наталия Ячменникова. «Прогресс МС-16» сведет с орбиты модуль «Пирс» МКС. Интернет-портал «Российской газеты» (15 февраля 2021). Дата обращения: 19 февраля 2021. Архивировано 18 февраля 2021 года.
15. ↑  Roscosmos cosmonauts finish spacewalk (англ.). Дата обращения: 3 июня 2021. Архивировано 3 июня 2021 года.
16. ↑  "Роскосмос" отправит на МКС "Прогресс" для отсоединения старого модуля. РИА Новости (12 февраля 2021). Дата обращения: 25 июля 2021. Архивировано 25 июля 2021 года.
17. ↑  Российские космонавты подготовили модуль "Пирс" к отстыковке от МКС. РИА Новости (14 июля 2021). Дата обращения: 25 июля 2021. Архивировано 16 июля 2021 года.
18. ↑  Новости. Определена дата отстыковки и затопления модуля «Пирс». www.roscosmos.ru. Дата обращения: 25 июля 2021. Архивировано 24 июля 2021 года.
19. ↑  Расстыковку модуля "Пирс" от МКС перенесли на сутки. РИА Новости (23 июля 2021). Дата обращения: 25 июля 2021. Архивировано 25 июля 2021 года.
20. ↑  Стыковочный отсек «Пирс». ЦУП. Архивировано из оригинала 20 марта 2018 года.